# 晃星堂書店
株式会社晃星堂書店（こうせいどうしょてん）は、大分県大分市に所在する書店。1945年（昭和20年）に竹町商店街（現在のガレリア竹町商店街）で開業した大分市を代表する老舗書店である。

## 概要
第二次世界大戦後すぐに開店した老舗書店である。大分市中央町のセントポルタ中央町商店街にあった本町店は、2階にギャラリーを備え、美術展を開催するなど、大分市の文化の拠点のひとつであった。

## 沿革
1945年（昭和20年）に竹町商店街（現在のガレリア竹町商店街）の中央町商店街（現在のセントポルタ中央町）商店街との交差点角に出店（大分市中央町2丁目7番29号）。
1971年（昭和46年）には中央町商店街の大分駅寄りに2店舗目となる本町店を開店（大分市中央町1丁目1番17号）。この店舗は、竹町の店舗と区別するために、本町晃星堂とも呼ばれた。
また、三省堂書店と共同出資し、1984年（昭和59年）3月10日に長崎屋大分店地下1階に大型書店の晃星三省堂を出店した。晃星三省堂は資本金500万円で、出資比率は晃星堂書店が6に対して三省堂が4で、社長は当時の晃星堂書店社長であった後藤武範であった。この書店は、業績不振のために新業態の「シャル長崎屋」への店舗改装に踏み切った長崎屋大分店がその目玉として誘致したもので、売場面積960m2、書籍数約30万冊と当時大分県最大の書店であった。しかし、長崎屋大分店は4年後の1988年（昭和63年）2月に閉店し、晃星三省堂も閉店を余儀なくされた。
その後、2002年（平成14年）に竹町店を本町店に統合。
2020年（令和2年）4月末を以て本町店での店頭販売を終了。5月1日に中央町内に店舗を移転するともに、大分市新川西に本部事務所を置いて、教科書の取り扱いや官公庁・企業等への外商を軸に営業を行っている。